# 정재환 (교육인)
정재환(1961년 9월 29일 ~ )은 희극배우 분야에서 은퇴한 대한민국의 작가 겸 방송인이자 대학 교수 및 저술가 겸 교육인이다.

## 대표적 주요 경력 및 이력
- 한글문화연대 공동대표
- 한국외국어대학교 한국어교육학과 전임교수
- 명지대학교 국어국문학과 전임교수
- 성균관대학교 철학과 겸임교수
- 동국대학교 국어국문학과 객원교수
- 인하대학교 국어국문학과 객원교수
- 한국방송통신대학교 국어국문학과 전임강사
- 성균관대학교 동아시아역사연구소 책임연구원

## 생애
본관(관향)은 나주(羅州). 서울에서 출생하여 지난날 한때 경기도 김포를 거쳐 인천에서 잠시 유아기를 보낸 적이 있는 그는 1979년 TBC 동양방송 특채 개그맨 첫 데뷔를 하였고 이후 한국외국어대학교 말레이인도네시아어과에 재학하다가 방송 활동으로 인하여 중퇴를 하였으며, 그 후 1983년 MBC의 〈영 일레븐〉(영 11)으로 MBC 문화방송에서 방송MC로 다시 특채되어 정식 데뷔하였다.
이후 1987년 연극배우 데뷔하였고 이듬해 1988년 뮤지컬 배우 데뷔하였으며 1년 후 1989년 영화배우 데뷔하였고 2년 후 1991년 포크 록 음악 가수 데뷔하기도 한 그는 주로 MBC 문화방송의 코미디 프로그램인 청춘행진곡을 진행하였고 KBS 한국방송공사 프로그램 《연예가중계》에도 비고정 패널급 출연을 하다가 1991년 말 SBS가 개국하자 그쪽으로 자리를 옮겼으며, 이후로도 코미디 프로그램과 시사 프로그램 등 많은 프로그램을 진행했다.
그러나, SBS 이적 후에는 본인의 처음이자 마지막 슬랩스틱 코미디 출연작이 된 〈웃으며 삽시다〉 '대한민국 황대장' 등 MBC 시절 잘 하지도 않았던 콩트 코미디에만 집중 투입되었고 이 과정에서 1991년 말 SBS 개국과 함께 같이 이적한 TBC, KBS 출신의 최양락과 이봉원, MBC 특채 출신의 이휘재, SBS 소속의 신인급 개그맨인 신동엽(91년 6월 특채) 김경식 (92년 4월 공채 1기) 홍록기 (93년 4월 공채 2기) 등에게 밀려 하락세를 겪었으며 1994년 10월 프리랜서를 선언했고 '대한민국 황대장' 이후 MC로 전업했다.
2000년 성균관대학교 인문학부에 입학하여, 2003년 2월에는 입학 3년 만에 수석으로 조기 학사 학위 취득을 했으며 2013년 8월에는 같은 대학의 대학원에서 박사 학위를 받았다. (지도교수:서중석)
《백만불 미스터리》(SBS)에서 유선과 공동사회자로 활동한 그는 2015년 8월 현재 YTN에서 '재미있는 낱말풀이' 코너를 진행하는 등 방송 활동을 하고 있으며, 한글문화연대 공동대표로 있다.

## 학력
- 서울공업고등학교 중퇴
- 한국외국어대학교 말레이인도네시아어과 중퇴
- 성균관대학교 사학 학사
- 성균관대학교 대학원 사학과 인문과학 석사 (학위논문명 : 이승만 정권 시기 한글간소화파동 연구)
- 성균관대학교 대학원 사학과 인문과학 박사 (학위논문명 : 해방 후 조선어학회ㆍ한글학회 활동 연구(1945~1957년)),

지도교수:서중석

## 출연작
- 《생방송 행복드림 로또 6/45》게스트 882회

#### 중도 하차 프로그램
- MBC 《일요일 일요일 밤에》- 별난 노처녀, 서울 정도령, 코미디 고! 고! 코너 출연
- MBC 《청춘행진곡》 MC
- KBS2 《연예가중계》 비고정 패널
- SBS 《지구촌 퀴즈》 MC
- SBS 《쇼! 서울서울》 MC
- SBS 《코미디 전망대》
- MBC 《스타쇼》 MC
- KBS2 《퍼즐 특급열차》 MC
- KBS2 《가족오락관》1993년, 1995년, 1996년, 1998년 게스트
- KBS1 《체험 삶의현장》게스트
- KBS2 《도전 지구탐험대》게스트
- KBS2 《시네마 데이트》 MC
- KBS2 《생방송 좋은 아침입니다》노조 파업으로 토요일 대타 진행
- KBS2 《비디오 챔피언》 MC
- KBS2 《이색도전 별난대결》 MC
- MBC 《기인열전》 MC
- KBS2 《시사터치 코미디 파일》
- KBS2 《실패열전 장밋빛 인생》
- KBS2 《발견천하 유레카》
- SBS 《도전 1000곡》
- KBS2 《퍼즐 챔피언》
- KBS2 《우리말 겨루기》
- SBS 《백만불 미스터리》
- EBS 《코리아 코리아》
- EBS 《EBS 장학퀴즈》MC
- EBS 《얼쑤! 한국어 쇼》
- EBS 《나눔 0700》
- EBS 《퀴즈 천하통일》
- 채널A 《채널A 시청자 마당》
- JTBC 《대한민국 교육위원회》 - 스페셜 게스트
- KBS대구 1TV 《시사라이브 7》
- YTN 《재미있는 낱말풀이》
- EBS 《한국어 쉬워요》

### 텔레비전 드라마
- 1995년 MBC 미니시리즈 《연애의 기초》 ... 김상훈 역
- 1999년 SBS 월화드라마 《맛을 보여드립니다》 ... 안진수 역
- 2001년 MBC 월화드라마 《아줌마》 ... 차봉환 역
- 2002년 MBC 미니시리즈 《위기의 남자》 ... 강성태 역
- 2012년 tvN 수목드라마 《인현왕후의 남자》 ... 드라마 제작발표회 진행자 역

### 라디오 프로그램
- 1993년 KBS 2FM 《정재환쇼》 DJ
- 2003년 CBS 표준FM 《정재환의 행복을 찾습니다》 DJ

### CF
- 해태제과 썬키스트바, 마니에르, 자유시간, 점보 부라보콘 (Feat. 임하룡), 애플킹 (Feat. 이경실)
- 삼진제약 게보린
- 농심 멕시칸칩

## 상훈
- 1999년 : 제1회 KBS 진행부문 바른언어상
- 1999년 : 푸른미디어상 언어상
- 2003년 : 성균관대 총장상
- 2003년 : 만학도 부문 대통령상 '21세기를 이끌 우수인재상'
- 2009년 : '백범정신 실천상' 백범문화상 부문 수상

## 저서
- 2000년 우리말은 우리의 밥이다/현재 펴냄
- 2003년 말 잘하는 아이가 공부도 잘한다/민미디어 펴냄
- 2005년 대한민국은 받아쓰기 중/김영사 펴냄
- 2013년 한글의 시대를 열다 해방 후 한글학회 활동 연구/경인문화사 펴냄
- 2015년 정재환의 필리핀 영어 연수/말글빛냄 펴냄